# Indya Moore
Pour les articles homonymes, voir Moore.
Indya Moore, née le 17 janvier 1995 à New York, est une personnalité américaine du cinéma et de la mode, non binaire, révélée par son rôle d'Angel Evangelista dans la série Pose. En 2019, le Time considère Moore comme l'une des 100 personnalités les plus influentes dans le monde. 

## Biographie

### Enfance
Moore a grandi dans le Bronx à New York, dans une famille religieuse traditionaliste témoin de Jehovah. Sa mère est portoricaine et son père est originaire des Caraïbes. Moore quitte la maison de ses parents à l'âge de 14 après leur avoir annoncé sa transidentité (un sexe masculin lui a été observé à la naissance,), et subit des violences physiques dans sa famille d'accueil. Moore déménage fréquemment au cours de cette période, et a ainsi vécu dans les cinq arrondissements de New York. Victime de harcèlement scolaire, Moore abandonne l'école, devient modèle à l'âge de 15 ans, fait des photos pour Dior et Gucci, et obtient finalement son GED. Après une tentative de suicide, Moore intègre le milieu des balls et la Maison Extravaganza, et ne cesse de vouloir jouer au cinéma.

### Début de carrière
Moore joue le rôle de Dijon dans le film Saturday Church (en) aux côtés de Mj Rodriguez, et apparaît également dans le clip Don't Pull Away de J.Views (en).
Moore a défilé en 2017 à l'occasion de la Fashion Week de New York, et se fait photographier pour Vogue España. Sa participation au Saturday Night Live lors de l'interprétation de Swish Swish de Katy Perry est remarquée.

### Consécration
Son rôle d'Angel Evangelista dans la série Pose lui vaut la consécration,. Angel Evangelista est une femme transgenre prostituée portoricaine, l'une des premières membres de la Maison (House) des Evangelista, après qu'elle quitte la House of Abondance en même temps que Blanca (MJ Rodriguez). Elle rencontre Stan alors qu'elle travaille sur les quais, et devient sa maîtresse. D'après Vanity Fair, pour qui Moore « est la révélation la plus excitante du petit écran américain », il est « difficile de ne pas établir un lien entre Angel Evangelista et Indya Moore. Toutes deux sont des femmes trans racisées de New York, extrêmement belles, et elles ont traversé les mêmes épreuves. »

Moore s'engage pour les droits des personnes LGBT, par exemple en prenant la parole pour rendre hommage aux femmes trans assassinées ou en twittant : 

« Lorsque vous regardez la vie d'Angel, je veux que vous pensiez aux innombrables femmes noires et trans qui ont été détruites sans raison. »

Fait notable pour une personne transgenre non binaire, Moore joue le rôle d'une femme cis dans la série Magic Hour, dont elle sera également productrice exécutive. Magic Hour est librement inspiré de Frankenstein de Mary Shelley,.
Moore a monté la société de production Beetlefruit Media, Inc., avec pour but de créer des nouveaux rôles sur (et pour) les personnes marginalisées.
Moore fait la couverture du magazine Elle en juin 2019,. L'interview précise que Moore se définit comme non binaire et préfère l'emploi à son sujet du pronom personnel they (singulier), même si la plupart des personnes de son entourage utilisent le pronom féminin she.
En 2018, Moore signe un contrat avec IMG Models et William Morris Endeavor (WME), leur premier avec une personne trans. Moore a aussi lancé la société de production Beetlefruit Media, qui propose une plateforme pour les histoires à propos des populations privées de leurs droits.
Moore apparaît dans le clip Saint de Blood Orange (2018).
En 2019, le Time considère Moore comme l'une des 100 personnalités les plus influentes dans le monde,.
En mai 2019, Moore est la première personne transgenre à faire la Une de l'édition américaine du magazine Elle.
Depuis décembre 2019, Moore prête sa voix à Shep dans la série animée Steven Universe Future. Le personnage est aussi non-binaire.

## Vie privée
Moore est transgenre et non-binaire, et les pronoms que Moore souhaite que ses interlocuteurs utilisent pour lui parler sont they/them ou she/her. Moore a évoqué ouvertement sa vie de lutte contre le harcèlement et la transphobie (fuite du domicile parental, déscolarisation en seconde).
Dans une interview avec Mj Rodriguez (qui joue le personnage principal dans Pose), Moore déclare que, bien qu'étant non-binaire, les gens l'identifiant comme une femme l’assujettissaient à la même « surveillance and scrutiny » (« surveillance et regards insistants ») que les femmes, et désire récupérer ce pouvoir par la mode:
« MOORE: I feel like that about fashion. I feel like that about us having the autonomy to express ourselves. I'm non-binary but I don't really talk about it that much. I don't feel like people really are there yet for understanding it, which I don't mind, but I also acknowledge the way people see me as a woman. And because I'm seen as a woman, a cis woman or binary presenting, people are going to hold me up to those same standards that women are held up to.
RODRIGUEZ: Which you're saying you shouldn't be, right?
MOORE: Which I'm saying women should not be. »
« MOORE : C'est ce que je pense au sujet de la mode. Je ressens cette impression au sujet de notre autonomie, de notre capacité à nous exprimer. Je suis non-binaire, mais je n'en parle pas tant que ça. Je ne pense pas que les gens soient prêts à le comprendre, ce qui ne me gêne pas, mais je reconnais aussi que le regard des autres me considère comme une femme. Et parce que je suis vue comme une femme, et même comme une femme cis, ou du moins binaire, les gens vont m'évaluer selon les normes habituelles auxquels sont confrontées les femmes.
RODRIGUEZ : Et vous dites qu'ils ne devraient pas vous appliquer ces normes, c'est cela ?

MOORE : Je dis qu'ils ne devraient appliquer ces normes à personne. »
En décembre 2018, Moore a fait son coming-out polyamoureux,

## Filmographie

### Cinéma
- 2017 : Saturday Church (en) de Damon Cardasis : Dijon
- 2017 : Spot (court-métrage) de Jamie DiNicola : femme d'affaires
- 2019 : Queen and Slim de Melina Matsoukas : Goddess
- 2020 : The One (court-métrage) de Madeline Leon : Dr Watkins
- 2020 : Magic Hour (court-métrage) de Che Grayson : Bella (également productrice déléguée)
- 2020 : Petit guide de la chasseuse de monstres (A Babysitter's Guide to Monster Hunting) de Rachel Talalay : Peggy Drood
- 2021 : French Water (court-métrage) de Jim Jarmusch
- 2021 : Escape Game 2 : Le monde est un piège (Escape Room: Tournament of Champions) d'Adam Robitel : Brianna Collier
- 2023 : Nimona : Alamzapam Davis (voix)
- 2023 : Aquaman and the Lost Kingdom de James Wan : Dame Karshon
- 2024 : Father, Mother, Sister, Brother de Jim Jarmusch

### Télévision
- 2018-2021 : Pose : Angel Evangelista
- 2019 : Steven Universe Future : Shep (voix - saison 6, épisode 9)
- 2025 : Sandman : Wanda (saison 2, épisodes 4 et 5)

### Vidéo clip
| Year | Title             | Rôle    | Artist                         |
| ---- | ----------------- | ------- | ------------------------------ |
| 2017 | "Don't Pull Away" | Meneuse | J.Views (en) (ft. Milosh (en)) |